# Fernando Torres Durán
Fernando Torres Durán (* 2. August 1937 in Cartago; † 13. November 2019 in Panama-Stadt) war ein panamaischer Geistlicher und römisch-katholischer Bischof von Chitré.

## Leben
Fernando Torres Durán besuchte zunächst das Kleine Seminar in Cali und studierte Philosophie und Theologie am Priesterseminar in Cali sowie am Lateinamerikanischen Katechetischen Institut in San Antonio, Texas, USA. Er empfing am 16. Juli 1960 die Priesterweihe für das Bistum Cali durch Diego María Gómez, Erzbischof von Popayán. An der Javeriana Universität von Bogotá absolvierte er kirchenrechtliche Studien. Er war unter anderem Privatsekretär des Bischofs von Cali, Vizekanzler und Kanzler des Erzbistums sowie Erzdiözesandirektor der Caritas und Kaplan des Infanteriebataillons Pichincha (Batallón Pichincha). Er war Rektor des Regionalen Priesterseminars von San Pedro Apóstol im Valle del Cauca und Prodekan für Philosophie der Universität von San Buenaventura, Sitz von Cali. 1989 wurde er zum Päpstliche Ehrenprälaten ernannt.
Papst Johannes Paul II. ernannte ihn am 29. November 1996 zum Weihbischof in Panama und Titularbischof von Abaradira. Der Erzbischof von Panama, José Dimas Cedeño Delgado, spendete ihm am 21. Dezember desselben Jahres die Bischofsweihe; Mitkonsekratoren waren Pedro Rubiano Sáenz, Erzbischof von Bogotá, und Daniel Enrique Núñez Núñez, Bischof von David. Am 2. Juli 1999 wurde er durch Johannes Paul II. zum Bischof von Chitré ernannt. Am 25. April 2013 nahm Papst Franziskus seinen altersbedingten Rücktritt an.
Von 1998 bis 2003 war Fernando Torres Durán zudem Direktor des CELAM für die Koordinierung des lateinamerikanischen Militärseelsorge. Von 1999 bis 2005 war er Generalsekretär der panamaischen Bischofskonferenz (CEP) und bis 2006 Delegierter der CEP bei der Lateinamerikanischen Bischofsrat (CELAM). Bis 2013 war er Präsident des Nationalen Kirchengerichts von Panama.
2004 gründete er das Große Seminar von Santa María La Antigua in La Villa de Los Santos, das akademisch der Päpstlichen Bolivarischen Universität von Medellín angegliedert war. Er war Berater des Rats der Rektoren der Universitäten von Panama.
Fernando Torres Durán war zwar gebürtiger Kolumbianer, war aber Staatsbürger von Panama.

## Ehrungen und Auszeichnungen
- 2009 – Ritter der Real Asociación Caballeros del Monasterio de Yuste (Spanien)
- 2009 – Auszeichnung Magister des Bildungsmanagements Lateinamerikas (Magister en Gestión Educativa de Iberoamérica)
- 2009 – Ehrendoktorwürde für Bildung in Lateinamerika durch den Iberoamerikanischen Rat zu Ehren der Bildungsqualität (Consejo Iberoamericano en honor a la calidad educativa)
- 2010 – Ehrendoktorwürde in Erziehungswissenschaften der Columbus Universität (Panama)
- 2010 – Großkreuz des Orden de Vasco Núñez de Balboa (Panama)
- 2010 – Ehrenbürgerwürde von Heroica Villa de Los Santos
- 2012 – Ehrenmedaille der Nationalpolizei von Panama
- 2012 – Großoffizier des Orden de Manuel Amador Guerrero, die höchste von Panama zu vergebende Auszeichnung.
- 2012 – Fahnenträger des Distrikts Chitré
- 2013 – medaille Tomás Herrera des Gouvernement Herrera
- 2014 – Ehrendoktorwürde für Kirchengeschichte der Universidad Nuestra Señora del Carmen, Panama City